# Данилівка (Старобільський район)
Дани́лівка — село в Україні, у  Біловодській селищній громаді Старобільського району Луганської області. Населення становить 854 осіб.
Село постраждало внаслідок геноциду українського народу, вчиненого урядом СРСР у 1932—1933 роках, кількість встановлених жертв — 118 людей.

## Населення
За даними перепису 2001 року населення села становило 854 особи, з них 86,42 % зазначили рідною мову українську, 13,47 % — російську, а 0,11 % — іншу.

## Господарство

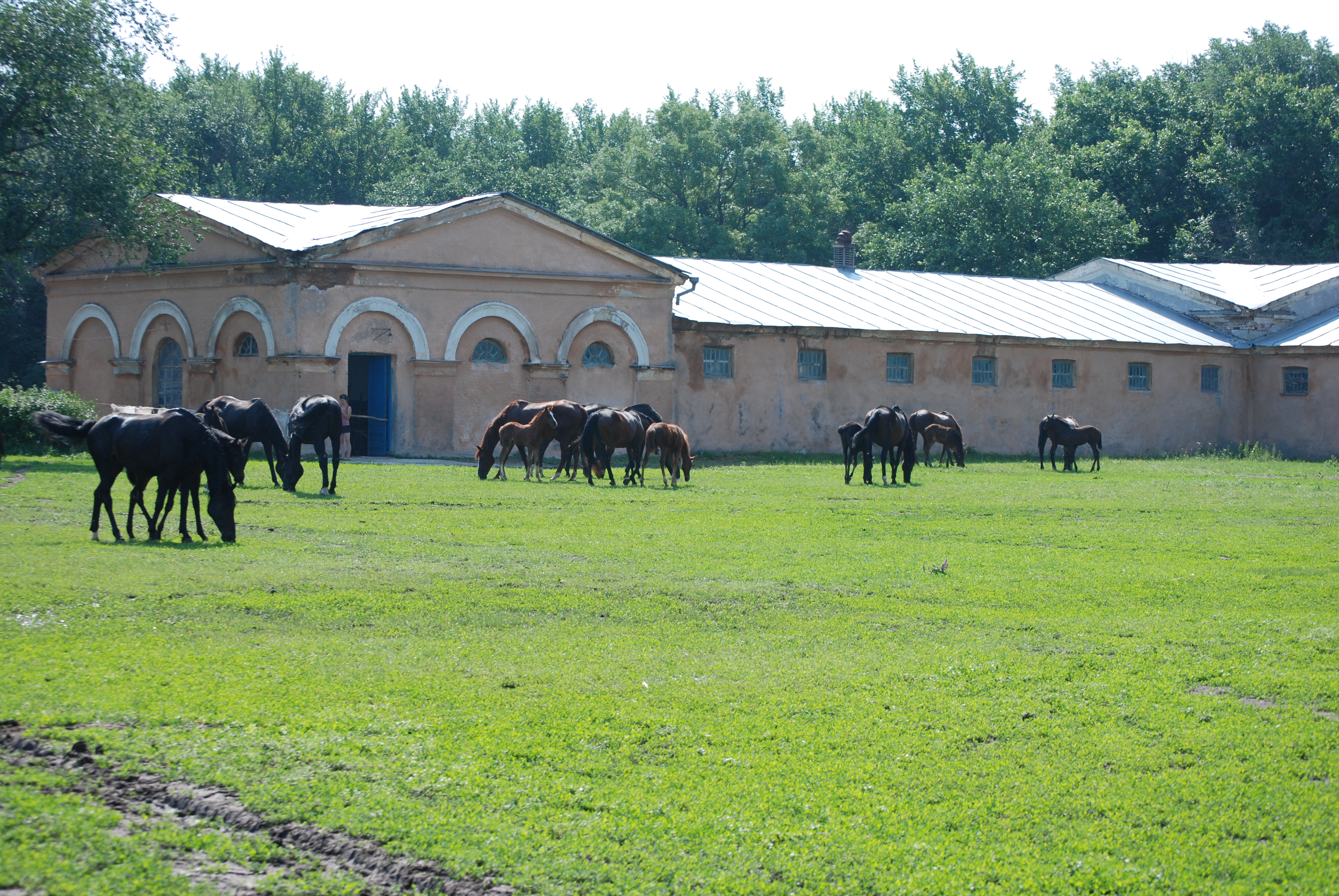
Деркульський конезавод

У селі розташований Деркульський конезавод — один з найстарших в Україні.

## Видатні земляки
В селі мешкає письменник Василь Старун.

## Також
- Перелік населених пунктів, що постраждали від Голодомору 1932-1933, Луганська область